# Give Me Five!
Give Me Five! (GIVE ME FIVE!?) è il venticinquesimo singolo del gruppo di idol giapponesi AKB48, pubblicato il 15 febbraio 2012.

## Il singolo
Give Me Five! è il quinto singolo delle AKB48 ad avere come tema i fiori di ciliegio, benché rispetto ai precedenti singoli, questo non ha alcun riferimento nel titolo alla parola sakura.
La data di pubblicazione del singolo e il suo tema sono stati annunciati da vari siti web e notiziari il 12 dicembre 2011. Tuttavia, il titolo è stato reso noto al pubblico soltanto il 2 gennaio 2012 dal sito ufficiale della King Records.
Il 2 gennaio 2012, le AKB48 hanno cantato Give Me Five! per la prima volta durante il concerto Request Hour Set List Best 100 2012 presso il Tokyo Dome City Hall. I membri selezionati per il brano hanno formato una band chiamata Baby Blossom, e ognuna di loro ha suonato uno strumento musicale.

## Vendite
Give Me Five! ha venduto approssimativamente 967,000 copie nel suo primo giorno nei negozi. Questo ha reso il singolo il terzo miglior risultato commerciale delle AKB48 in termini di vendite al primo giorno, dietro soltanto Kaze wa fuiteiru (1.046 milioni di copie) e Flying Get (1.026 milioni di copie).
In totale, Give Me Five! ha venduto 1.287 milione di copie nella prima settimana. Si tratta quindi del dodicesimo singolo consecutivo delle AKB48 a raggiungere la vetta della classifica Oricon, e il sesto consecutivo a superare un milione di copie vendute.

## Tracce
Tipo A
CD
1. Give Me Five! (GIVE ME FIVE!)
2. Sweet & Bitter (スイート&ビター) - Selection 6
3. New Ship (NEW SHIP) - Special Girls A
4. Give Me Five! (Off Vocal Ver.) (GIVE ME FIVE! off vocal ver.)
5. Sweet & Bitter (Off Vocal Ver.) (スイート&ビター off vocal ver.)
6. New Ship (Off Vocal Ver.) (NEW SHIP off vocal ver.)

DVD
1. Give Me Five! Music Video (GIVE ME FIVE! Music Video)
2. Sweet & Bitter Music Video (スイート&ビター Music Video)
3. New Ship Music Video (NEW SHIP Music Video)
4. Give Me Five! Making Zenpen (GIVE ME FIVE! MAKING 前編)
5. Utsukushī Mix Kōza (美しいMIX講座)

Tipo B
CD
1. Give Me Five! (GIVE ME FIVE!)
2. Sweet & Bitter (スイート&ビター) - Selection 6
3. Hitsujikai no Tabi (羊飼いの旅) - Special Girls B
4. Give Me Five! (Off Vocal Ver.) (GIVE ME FIVE! off vocal ver.)
5. Sweet & Bitter (Off Vocal Ver.) (スイート&ビター off vocal ver.)
6. Hitsujikai no Tabi (Off Vocal Ver.) (羊飼いの旅 off vocal ver.)

DVD
1. Give Me Five! Music Video (GIVE ME FIVE! Music Video)
2. Sweet & Bitter Music Video (スイート&ビター Music Video)
3. Hitsujikai no Tabi Music Video (羊飼いの旅 Music Video)
4. Give Me Five! Making Kōhen (GIVE ME FIVE! MAKING 後編)
5. Utsukushī Overture & Encore Kōza (美しいoverture&アンコール講座)

Tipo Theater
CD
1. Give Me Five! (GIVE ME FIVE!)
2. Sweet & Bitter (スイート&ビター) - Selection 6
3. Yungu ya Furoito no Baai (ユングやフロイトの場合) - Special Girls C
4. Give Me Five! (Off Vocal Ver.) (GIVE ME FIVE! off vocal ver.)
5. Sweet & Bitter (Off Vocal Ver.) (スイート&ビター off vocal ver.)
6. Yungu ya Furoito no Baai (Off Vocal Ver.) (ユングやフロイトの場合 off vocal ver.)

## Membri
Give Me Five!
- Team A: Haruna Kojima, Rino Sashihara, Mariko Shinoda, Aki Takajō, Minami Takahashi, Atsuko Maeda
- Team K: Tomomi Itano, Yūko Ōshima, Minami Minegishi, Sae Miyazawa, Yui Yokoyama
- Team B: Tomomi Kasai, Yuki Kashiwagi, Rie Kitahara, Mayu Watanabe
- SKE48 Team S: Jurina Matsui, Rena Matsui
- NMB48 Team N: Sayaka Yamamoto

Note: I membri sono gli stessi di Kaze wa fuiteiru.
Sweet & Bitter
Cantata da Selection 6 (セレクション6?):
- Team A: Rino Sashihara, Mariko Shinoda, Minami Takahashi, Atsuko Maeda
- Team K: Tomomi Itano, Yūko Ōshima

New Ship
Cantata da Special Girls A (スペシャルガールズA?):
- Team B: Sumire Satō
- Team 4: Miori Ichikawa, Anna Iriyama, Haruka Shimazaki, Suzuran Yamauchi
- Kenkyūsei: Karen Iwata, Rena Katō, Rina Kawaei, Juri Takahashi, Yūka Tano
- SKE48 Team S: Yuria Kizaki, Jurina Matsui
- SKE48 Team E: Kanon Kimoto
- NMB48 Team N: Miyuki Watanabe
- HKT48: Haruka Kodama
- JKT48: Melody Nurramdhani Laksani

Hitsujikai no Tabi
Cantata da Special Girls B (スペシャルガールズB?):
- Team A: Misaki Iwasa, Aika Ōta, Haruka Katayama, Asuka Kuramochi, Haruna Kojima, Aki Takajō
- Team K: Sayaka Akimoto, Ayaka Umeda, Ayaka Kikuchi, Reina Fujie, Sakiko Matsui, Minami Minegishi, Sae Miyazawa, Yui Yokoyama
- Team B: Tomomi Kasai, Yuki Kashiwagi, Rie Kitahara, Amina Sato, Yuka Masuda, Mayu Watanabe
- Team 4: Haruka Shimada, Mariya Nagao
- SKE48 Team S: Rena Matsui
- SKE48 Team KII: Akane Takayanagi

Yungu ya Furoito no Baai
Cantata da Special Girls C (スペシャルガールズC?)

## Classifiche
| Classifica (2011) | Posizione più alta |
| ----------------- | ------------------ |
| Giappone (Oricon) | 1                  |